# Savignano (Vaiano)
Savignano è un piccolo borgo storico toscano dell'appennino pratese, frazione del comune di Vaiano in provincia di Prato.
Il borgo è conosciuto principalmente per la chiesa dei Santi Andrea e Donato, risalente al XIII secolo, per villa Buonamici, e per Casa Bartolini, casa natia dello scultore Lorenzo Bartolini.
A Savignano è possibile osservare anche una strada di epoca romana.